# Kostel

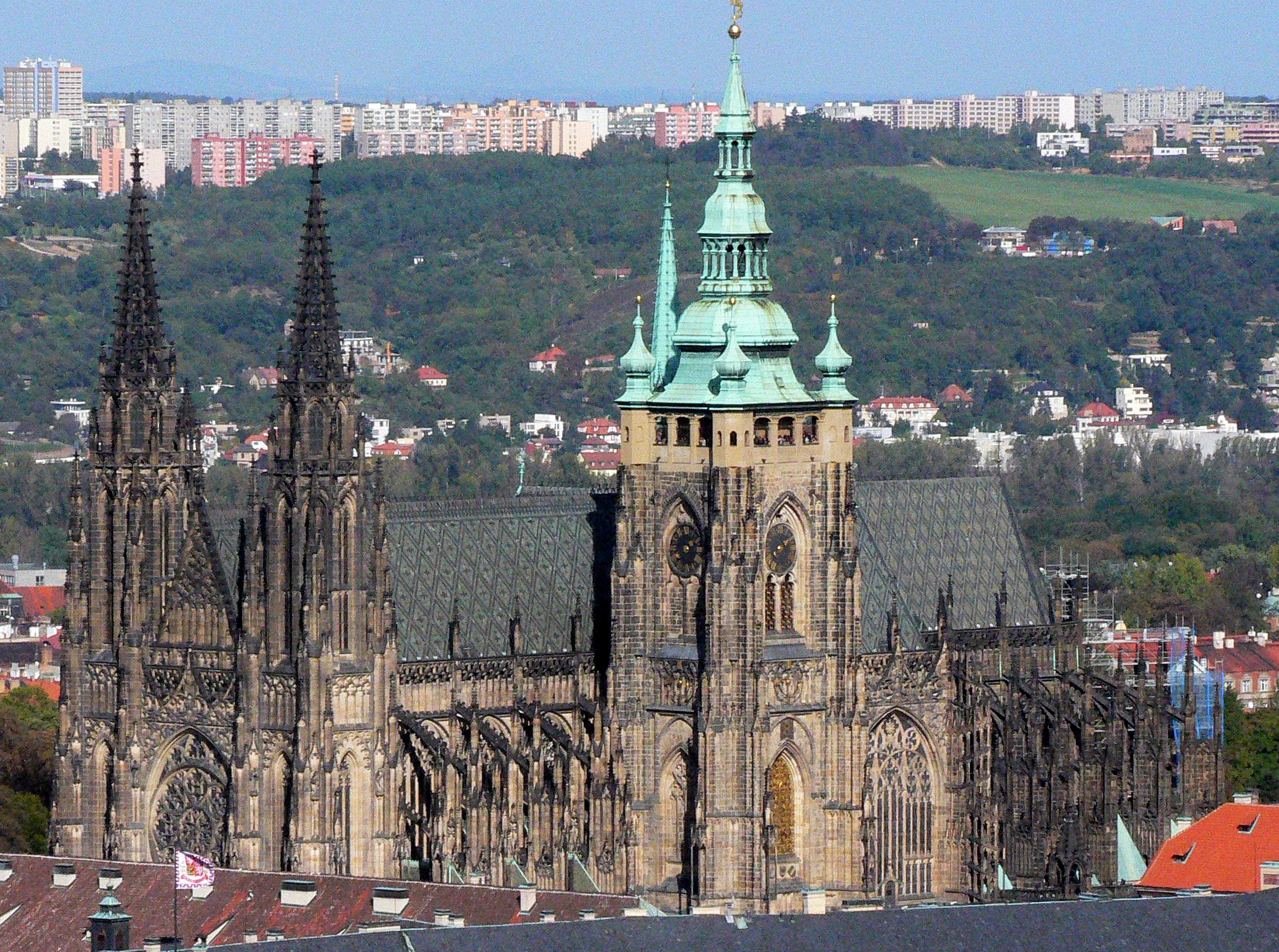
Katedrála sv. Víta, Václava a Vojtěcha v Praze – nejvýznamnější kostel v České republice

Kostel (z latinského castellum s významem hrad z důvodu užívaného opevnění, též chrám či chrám Páně[zdroj?]) je sakrální stavba, která slouží křesťanům k modlitbám a bohoslužbě.

## Původ kostelů
Potřeba křesťanské sakrální architektury vyrostla z pravidelných setkávání prvních křesťanů v soukromých domech. V okamžiku, kdy velikost jednotlivého společenství přerostlo soukromé prostory, v nichž se scházelo, začaly se stavět budovy přímo určené k bohoslužbě. K velkému rozmachu bohoslužebných prostor došlo posléze s ediktem milánským císaře Konstantina I. Velikého.

### 1. století
První křesťané byli, stejně jako Ježíš Kristus, obyvatelé Judey, kteří jakožto židé byli uvyklí bohoslužbě v jeruzalémském chrámu a týdenní bohoslužbě v místních synagogách. Chrámová bohoslužba obsahovala rituál, jehož součástí byla též oběť, včetně oběti zvířat za hřích. Nový zákon obsahuje mnoho míst, kdy ukazuje Ježíše nebo některé z učedníků, jak se účastní chrámové bohoslužby.
O vzniku synagogy není mnoho známo, avšak zřejmě se vyvinula z veřejné židovské bohoslužby během babylónského vyhnanství v 6. století př. n. l. Tato bohoslužba nezahrnovala oběť, ale čtení z Tóry a proroků spolu s jejich výkladem. V některých místech se takováto synagogální bohoslužba mohla odehrávat v soukromých domech, jinde vznikly náročné stavby. Takové bohoslužby v synagoze se podle evangelií účastnil i Ježíš (např. Lk 4,16-24). V této praxi pokračovali i první křesťané, avšak po zničení jeruzalémského chrámu během první židovské války roku 70 došlo k oddělení synagogy a církve, která se více a více skládala z křesťanů původem z pohanství.
Na křesťanskou bohoslužbu měla zvláštní vliv zvláště synagogální bohoslužba, neboť až do současnosti liturgie většiny církví vychází právě ze synagogálního uspořádání takového náboženského setkání.

### Kostely 2. až 3. století
Syrské město Dura Európos na západním břehu Eufratu leželo ve starověku na hranici římské a parthské říše. Město bylo obléháno roku 257 Parthy, při němž byla sice vnější část města zničena, avšak zároveň zůstaly zachován kostel a synagoga, obojí vyzdobené nástěnnými malbami. Obě budovy byly ke svému náboženskému užití proměněny ze soukromých domů. Kostel v Dura Europos obsahuje zvláštní místnost užívanou pro udělování křtu s velkou křtitelnicí.

### Zlatý věk bazilik

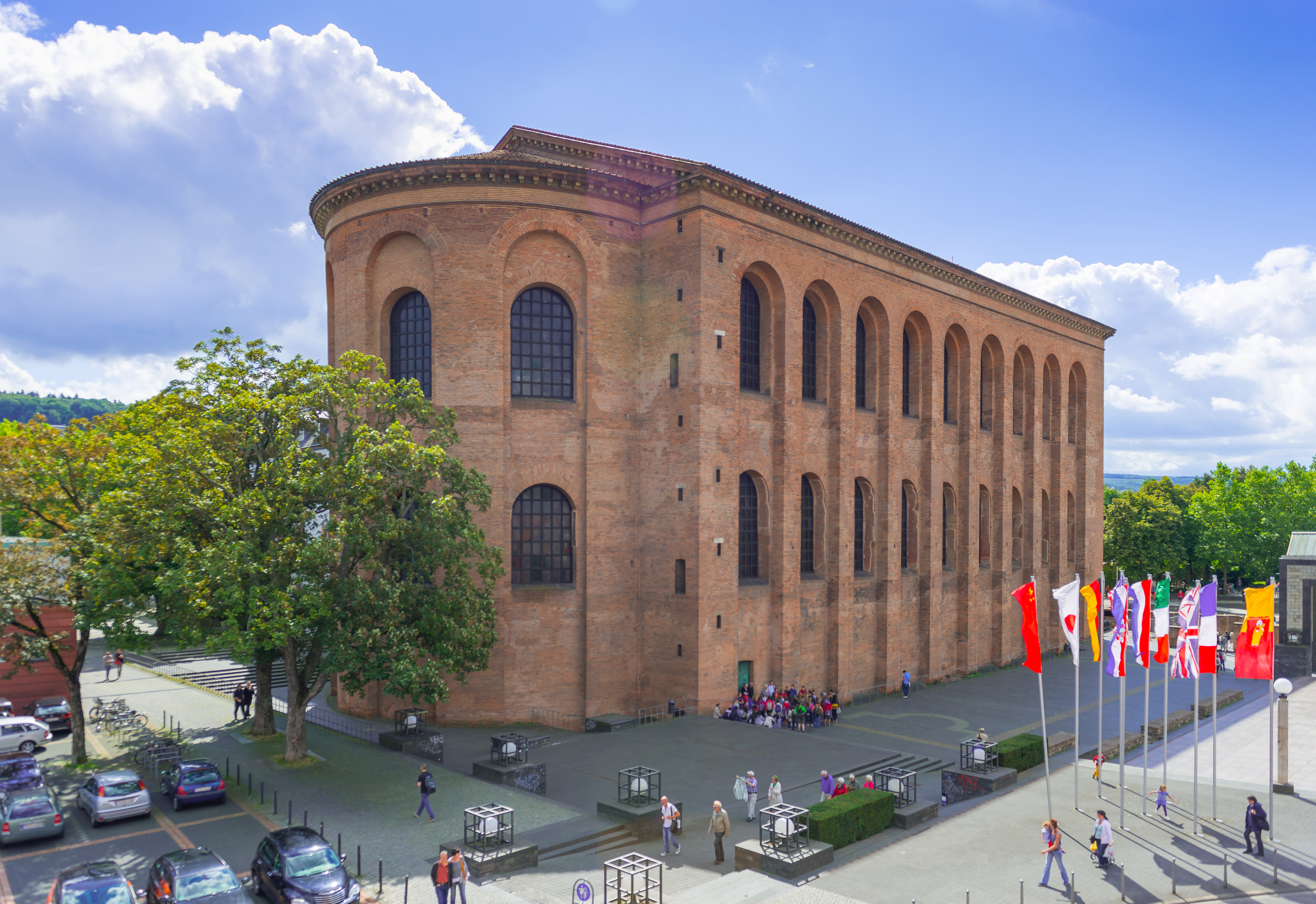
Evangelická bazilika Aula Palatina v německém Trevíru

S ediktem milánským a výraznou podporou, kterou Constantinus I. poskytl církvi, došlo k rozmachu církevní architektury, která se stala vzorem pro další staletí a zanechala v chápání křesťanského kostela stopu dodnes. Nejstarší je Konstantinova bazilika v Trevíru, která vznikla přestavbou tržnice. Ke klasickým bazilikám, vystavěným ve městě Římě, patří bazilika sv. Jana v Lateránu (původně dedikovaná jako Bazilika Spasitele), bazilika sv. Petra (též Vatikánská bazilika) a bazilika sv. Pavla za hradbami. Město Řím je dalšími bazilikami starověku a počátku středověku zaplněno. K dalším městům, kde docházelo k rozsáhlé bazilikální výstavbě, patří Ravenna 5. století, kdy se stala sídlem západořímského císaře. Mezi nejvýznamnější baziliky zde patří Sant’Apollinare in Classe a Sant’Apollinare Nuovo.

### Středověk

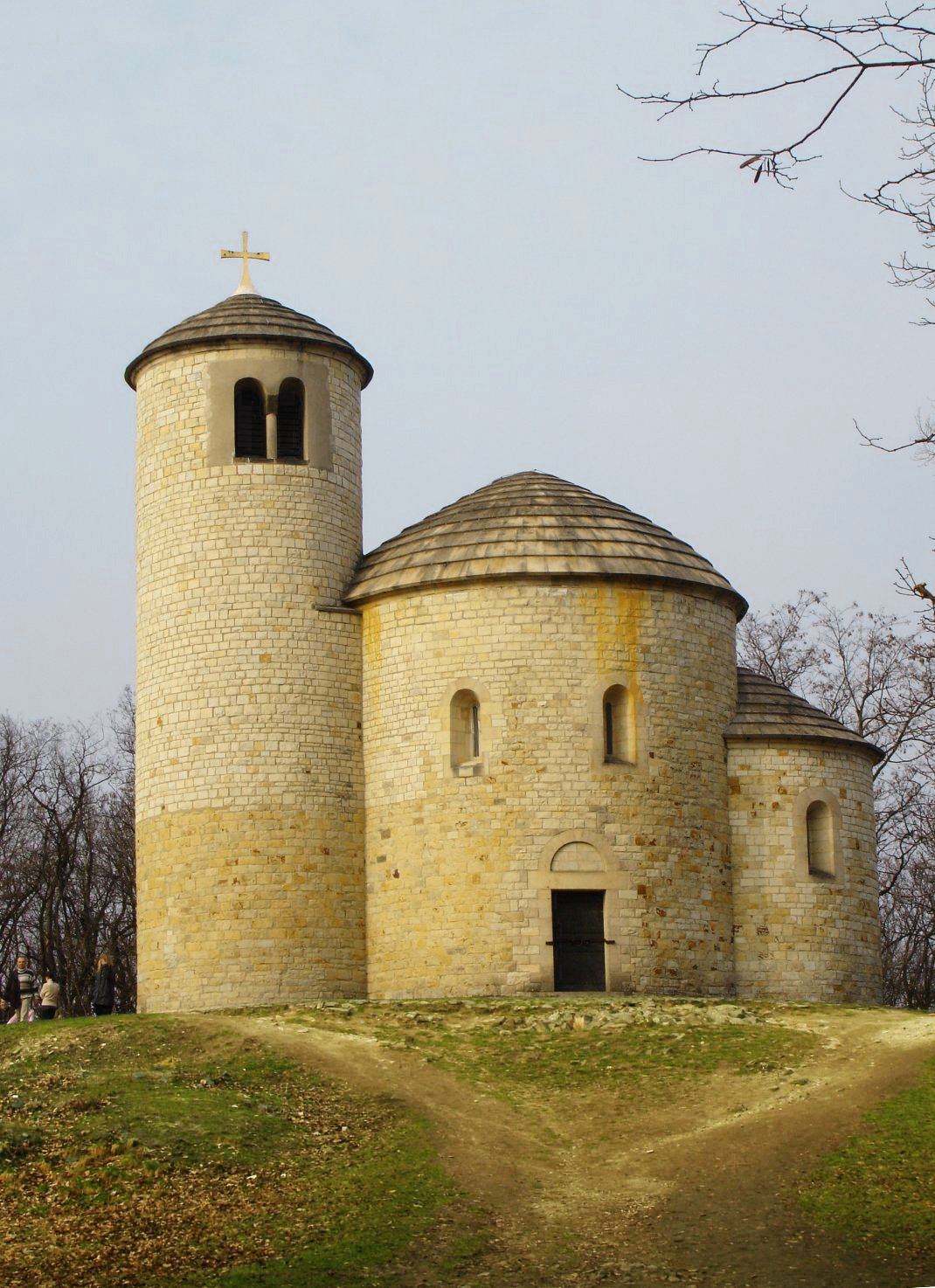
Kostel románského slohu – rotunda sv. Jiří a Vojtěcha na Řípu

V západní Evropě se během středověku zformovaly architektonické podoby kostelů do dvou výrazných stylů.
Prvním z nich je románský sloh, jenž pracuje s prostým půlkruhovým obloukem. Své pojmenování čerpá z antického Říma, odtud i jeho pojmenování. Vzhled románských kostelů je prostý, stěny nejsou prozatím příliš zdobeny.
Druhým ze stylů příznačných pro středověk je gotika, vybroušené architektonické umění, které užívá jako základního prvku oblouku lomeného. Tento styl je příznačný zvláště pro katedrály. Vzhled gotických kostelů je vznešený a přivádí pohled do výše, užití nového druhu kleneb umožnilo též stavby ještě odvážnější a strukturovanější. Pro gotické kostely jsou také příznačné malované stěny, bohatá oltářní a sochařská polychromovaná výzdoba a vysoké mnohobarevné vitráže.

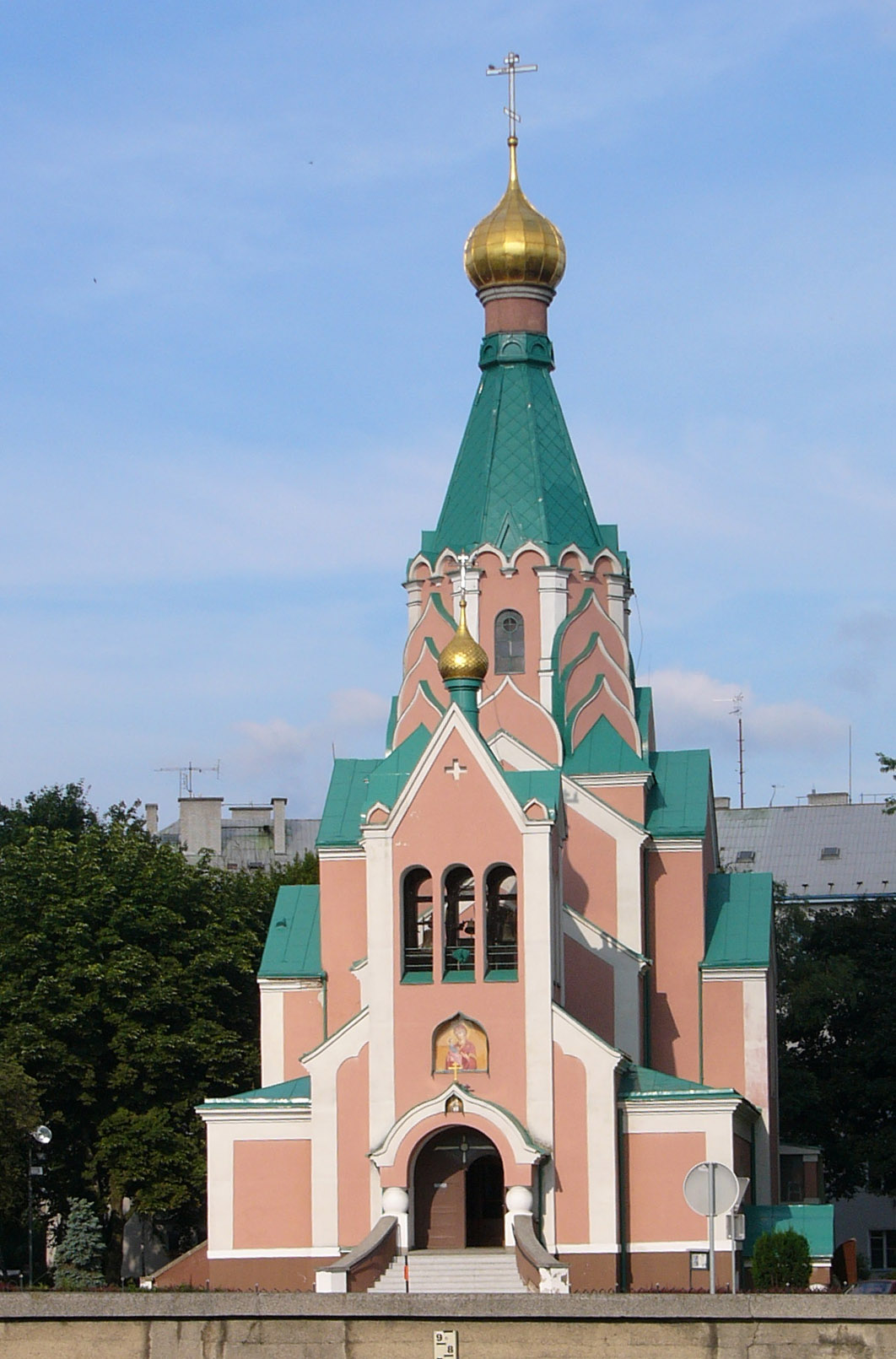
Pravoslavný kostel sv. Gorazda I. v Olomouci

## Východní typ kostela
Východní typ kostela, respektive chrámu, na půdorysu řeckého kříže a s kupolí či dómem uprostřed má svůj počátek ve výstavbě města Konstantinopole. Zvláště Justiniánova výstavba chrámu Boží Moudrosti (Hagia Sofia) ovlivnila až do dnešní doby nejen výstavbu východního typu kostelů (na Západě k tomuto typu patří např. bazilika sv. Marka v Benátkách), ale též mešit.

## Architektonické typy kostelů
Běžným půdorysem kostela bývá kříž. Toto rozložení vychází z klasického schématu římské baziliky, veřejného prostoru určeného buď k audiencím či obchodním záležitostem. Tento typ kostela je charakteristický zvláště pro samotné město Řím, které obsahuje mnoho starověkých kostelů-bazilik.
Na tomto půdorysu, nad jeho středem, může být vystavěna také kupole coby symbol otevřeného nebe. Dalším z klasických půdorysných schémat bývá kruh, symbol věčnosti a společenství křesťanů kolem jednoho stolu (viz též rotunda).

## Další typy kostelů

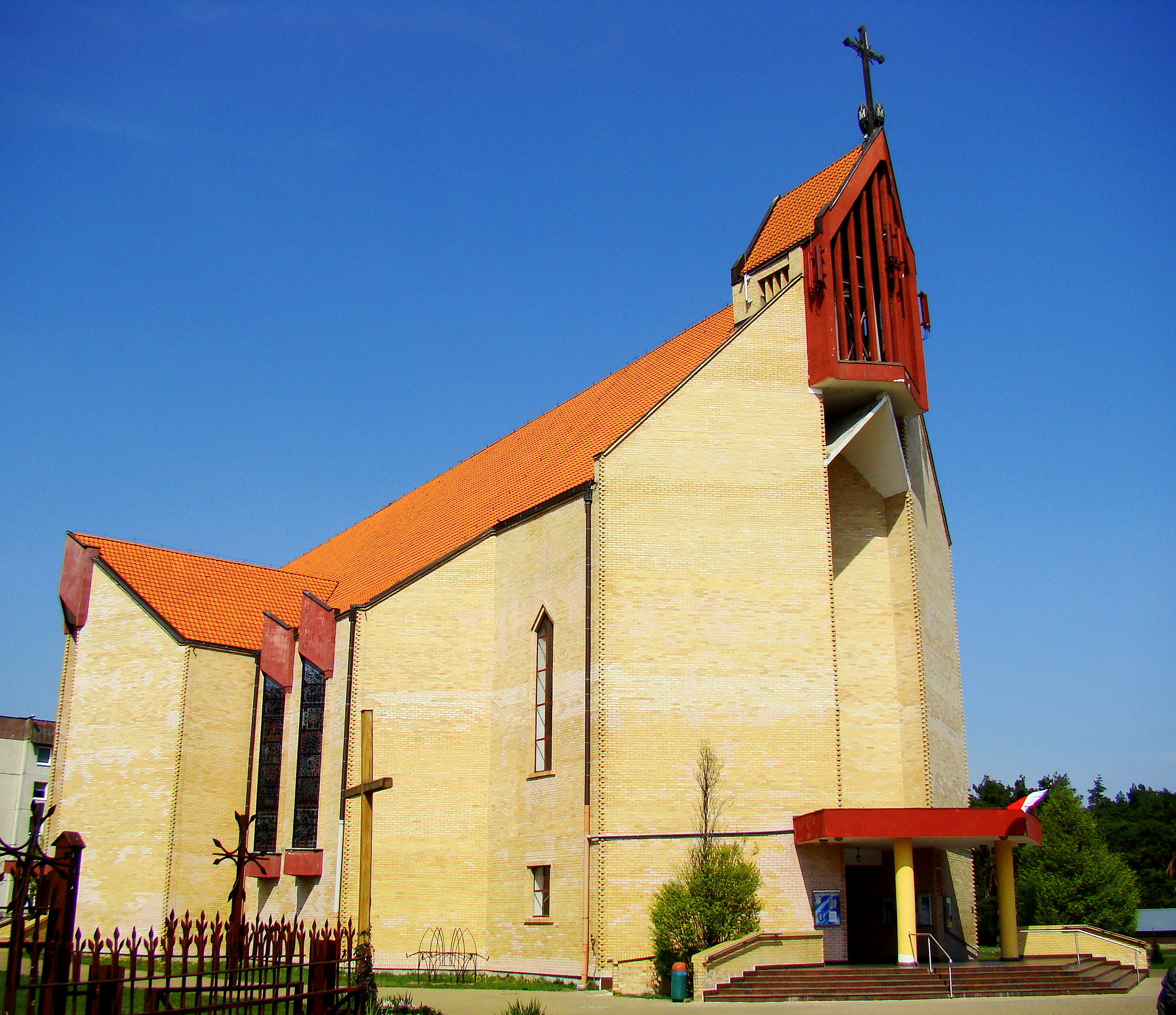
Kostel v Policích (Polsko)

Některé kostely bývají pojmenovány jiným názvem, který určitěji specifikuje, o jaký druh kostela se jedná:
- Katedrála – církevní pojem pro kostel, v němž stojí stolec biskupa, tj. katedra. Katedrála je hlavním kostelem diecéze. V architektuře se jako katedrála označuje takový typ kostela, kdy je presbytář obklopen věncem bočních kaplí – takový kostel nemusí být katedrálou podle církevní terminologie, avšak je typický zvláště pro gotický styl.
- Bazilika – církevní pojem pro kostel nadaný určitými privilegii Svatým stolcem – rozlišují se bazilika maior (jedná se o čtyři papežské baziliky v Římě a dvě v Assisi) a bazilika minor. Architektonicky se jedná o typ kostela založený na římské bazilice.
- Farní kostel – hlavní kostel farnosti, obvyklé místo křtu či uzavření manželství.
- Filiální kostel – kostel, který není hlavním kostelem farnosti.
- Klášterní kostel – kostel, který náleží k určitému klášteru. Specifikem bývají chórové lavice určené k denní modlitbě řeholní komunity.
- Kolegiátní kostel – kostel, jenž je zároveň sídlem kolegiátní kapituly.
- Špitální kostel – kostel, který náleží k určitému špitálu či nemocnici.
- Poutní kostel – kostel spojený s určitým poutním místem, cíl pouti. Kostel se může chlubit např. cennou či zázračnou sochou či obrazem. Často bývá na kopci s vyhlídkou, aby na poutníky působila i krása krajiny.
- Hřbitovní kostel či hřbitovní kaple – kostel určený převážně k pohřebním obřadům.
- Rektorátní kostel – kostel, který nenáleží pod správu žádné farnosti nebo kapituly, ani nepřísluší k žádnému řeholnímu domu. Spravuje jej kněz-rektor, jmenovaný biskupem. Zvláštním typem rektorátního kostela je seminární kostel, jehož rektorem je rektor semináře.[1]
- Rotunda – kostel kruhového půdorysu, na českém území příznačný pro románský sloh.
- Kaple – sakrální stavba, která může být podobná kostelu, oproti němuž se liší absencí trvalého uchování Eucharistie a pravidelných bohoslužeb.
- Emporový kostel – kostel opatřený emporou (panskou tribunou) z níž majitel přihlížel bohoslužbám. Emporové kostely se stavěly od románského období. Románské emporové kostely měly též útočištnou a obrannou funkci.
- Megakostel – moderní velkokapacitní protestantské kostely (pojmou více než 2 000 návštěvníků)

Kostely se liší i v závislosti na církvi, jíž náleží, a samozřejmě na kulturních zvyklostech (oblast a čas).

### Opevněný kostel
Opevněný kostel má mimo náboženské a církevní funkce i funkci obrannou a blíží se fortifikaci (opevnění) refugiálního (útočištného) charakteru. Opevnění je tvořeno několika stupni. Vnější je hradba s obranným ochozem, baštami nebo věží, zpravidla vstupní. Vlastní stavba kostela je doplněna o obrannou nástavbu mezipatra, podsebitím. Věž bývala taktéž doplněna o podsebití nebo ochozem s cimbuřím. Pro obranu jsou zdi vybaveny střílnami.
Opevněné kostely byly budovány v menších neopevněných městech, jako jsou Rakovník a Sedlčany, nebo na majetcích, které spravovala církevní vrchnost, např. Trhový Štěpánov. Opevněné kostely byly rozšířeny po celé Evropě, zejména v Sedmihradsku a jižní Francii.

## Symbolika v kostele
Téměř všechny prvky, které lze v kostele a na kostele vidět, mají svůj symbolický význam. Tato symbolika je (a byla) aktuální zejména pro dobu, kdy byl kostel postaven, proto se v průběhu času symbolika jednotlivých prvků měnila. Nejvýrazněji se tyto rysy projevují ve slohu románském, barokním, gotickém a v dnešní době.
Rozdíl ve výzdobě je též mezi kostely katolickými a protestantskými. Katolické kostely bývají často honosně vyzdobené, kdežto výzdoba kostelů protestantských bývá naproti tomu velmi střídmá.

### Prostor a architektura
- Orientace kostela – Kostel je (až na výjimky) orientován od západu (vchod) směrem k východu (oltář), neboť druhý příchod Krista v Soudný den má přijít z východu. Kostel má přijímat první a poslední sluneční paprsky.
- Tvar kostela
  - Románský sloh
  - Baroko, gotika – ve tvaru kříže. Příchozí člověk při průchodu kostelem jde symbolicky od Ježíšových nohou k Jeho srdci a hlavě.
  - Dnes
- Klenba
- Kupole
- Před čtením Bible se tato nese doleva, tedy z jihu na sever. Jih značí plnost a nadpřirozený jas, sever je symbolem chladu a tmy. Slovo Boží tedy přichází ze světla a proniká tmou.

### Hlavní části kostela
- Vstupní portál – odděluje vnitřní duchovní prostor od vnějšího konzumního světa. Vstupní brána bývá bohatě zdobená či jinak výrazná, aby na člověka při průchodu zapůsobila. Branou se vchází do posvátného prostoru.
- Věž – směřuje od země vzhůru (k nebi). Evokuje spojení posvátného prostoru kostela s nebem.

Pokud jsou věže dvě a stejné, mohou znamenat sepnuté modlící se ruce
Pokud jsou věže dvě různě velké, mohou představovat Adama a Evu
Někdy je kostelní věž postavena samostatně vedle kostela.
- Hlavní loď
- Presbytář (presbyterium)

Pokud je osa presbytáře odkloněna od hlavní osy kostela, toto odklonění představuje Kristovu hlavu skloněnou na kříži
- Sakristie

### Prvky interiéru kostela

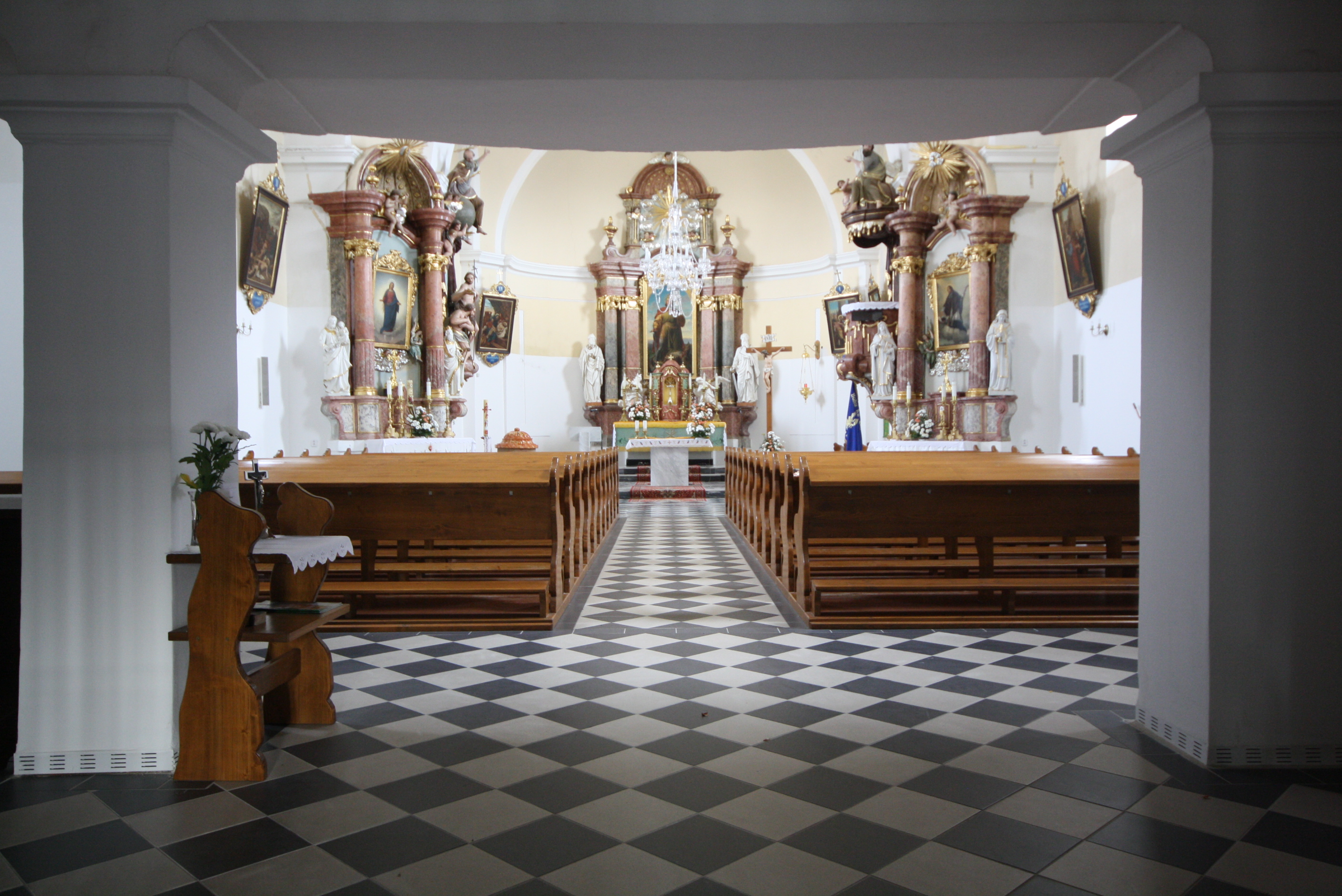
Interiér kostela sv. Jiří v Třebomi

- Interiér kostela sv. Jiří v TřebomiOltář – nejdůležitější místo v (katolickém) kostele. Na oltáři se přináší oběť, proto by měl být masivní (dle Starého zákona se na oltáři obětovala zvířata). Oltář je tedy také místo k hostině.
- Boční oltář – Většinou byl do kostela přemístěn z nějakého zrušeného kostela nebo kaple.
  - Gotika – oltář je daleko vpředu, zpravidla vyvýšen. Věřící k němu přichází a vzhlíží jako k Ježíši.
  - Dnes – oltář je uprostřed, věřící se shromažďují do společenství kolem Ježíše: vztah s Kristem je základem pro vztah s bližním.
- Ambon – nejdůležitější místo v protestantských kostelích. Od ambonu se hlásá Boží slovo. Ambon by měl být stejně jako oltář dostatečně masivní a nepřenositelný (zakotvený). Od ambonu by mělo znít veškeré Boží slovo (1. a 2. čtení, žalm, evangelium a kázání).
- Kříž – měl by být umístěn v presbytáři a všem přítomným má neustále připomínat Krista
- Kazatelna
- Křtitelnice
- Sedile
- Kropenka – při vstupu do kostela má připomenout křest
- Zpovědnice
- Křížová cesta
- Věčné světlo – symbolizuje přítomnost Krista ve svatostánku
- Svatostánek – místo, kde se uchovávají proměněné hostie. Svatostánek je uzavřený, neprůhledný. To symbolizuje že Kristovo proměnění je tajemství. Dnes je praktické jej umístit např. do postranní části kostela, aby prostor kolem oltáře nebyl znesvěcen pohybem lidí.
- Zvony – průrazný zvuk zvonu se nese velmi daleko a dálky tento zvuk také evokuje. Tento zvuk představuje poselství dálky – poselství o Bohu bez mezí a konce.
- Varhany – liturgický hudební nástroj. Píšťaly varhan mají navodit náladu k soustředění k Bohu. Množství rejstříků možnosti mnoha duchovních nálad.
- Sedes – Sedadlo pro kněze, který vede bohoslužbu
- Kostelní lavice – viz také stalla
  - Gotika – směřují k východu i k oltáři
  - Baroko – v každé lodi směřují jedním směrem (do středu kostela, případně k oltáři)
  - Dnes – většinou zaplňují s oltářem jeden prostor, např. v kruhu kolem

### Bohoslužebné náčiní a látky
- Svíce
- Kalich
- Patena
- Kadidlo a kadidelnice
- Plátno
- Monstrance
- Kněžské roucho
- Hostie
- Ciborium
- Svěcená voda
- Popel
- Chléb a víno